# Bonneauville, Pennsylvania
Bonneauville là một thị trấn thuộc quận Adams, tiểu bang Pennsylvania, Hoa Kỳ. Năm 2010, dân số của thị trấn này là 1800 người.